# SIGLOST
В некоторых Unix-системах, SIGLOST — сигнал, посылается процессу при потере блокировки файла в файловой системе.
SIGLOST — целочисленная константа, определенная в заголовочном файле signal.h. Символьные имена сигналов используются вместо номеров, так как в разных реализациях номера сигналов могут различаться.

## Этимология
SIG — общий префикс сигналов (от англ. signal), LOST — от англ. lost — потерянный.

## Использование
SIGLOST посылается процессу, когда блокировка файла (для предотвращения race condition) более не может выполняться. Это может произойти, например, когда NFS-сервер, файл на котором был заблокирован, перезагружается и «забывает» о блокировке файла.